# مات فوغلر
مات فوغلر (بالإنجليزية: Matt Vogler)‏ هو لاعب كرة قدم أمريكية أمريكي، ولد في 25 ديسمبر 1969.

## وصلات خارجية
- مات فوغلر على موقع JustSportsStats.com (الإنجليزية)